# Emma Oosterwegel
Emma Oosterwegel (Deventer, 29 juni 1998) is een Nederlandse atlete, die zich heeft toegelegd op de meerkamp. Daarnaast boekt ze op het individuele nummer speerwerpen succes. In beide disciplines veroverde zij in haar juniortijd al enkele titels, alvorens in 2016 bij de senioren, zelf nog A-junior, voor het eerst nationaal kampioene bij het speerwerpen te worden. Vervolgens veroverde zij twee jaar later ook de nationale indoortitel op de vijfkamp, die zij in 2019 prolongeerde. Ze nam tweemaal deel aan de Olympische spelen en dat leverde haar op de zevenkamp eenmaal een bronzen medaille op.

## Loopbaan

### Junioren
Haar eerste internationale ervaring deed Oosterwegel op in 2013 toen zij, net vijftien jaar geworden, als speerwerpster deelnam aan het Europees Olympisch Jeugdzomerfestival in Utrecht. Daar wist ze niet door te dringen tot de finale. 
Twee jaar later nam Oosterwegel als zeventienjarige voor het eerst deel aan de Nederlandse kampioenschappen bij de senioren, waar zij op het onderdeel speerwerpen er al gelijk vandoor ging met een bronzen medaille door een afstand van  49,17 m te overbruggen. 
In 2016 veroverde Oosterwegel haar eerste nationale titel bij de senioren. Met worpen voorbij de 50-metergrens, met als verste 52,45, verraste zij voormalige kampioenen als Nadine Broersen (tweede met 50,45) en Lisanne Schol (derde met 49,51). Oosterwegel werd vervolgens uitgezonden naar de wereldkampioenschappen U20 In Bydgoszcz, waar zij bij het speerwerpen met 49,73 niet verder kwam dan de kwalificatieronde en op de zevenkamp met 5471 punten als dertiende eindigde. 
In 2017, haar laatste jaar bij de junioren, veroverde Oosterwegel de vijfkamp-indoortitel bij de A-meisjes en in het buitenseizoen de titel bij het speerwerpen. Met een verste worp van 51,94 was ze daar een klasse apart. Bij de senioren ging het even anders. Daar was ditmaal Lisanne Schol met 58,72 een klasse apart en wist ook Nadine Broersen zich met 51,80 nog voor de aanstormende junior te plaatsen, die nu niet verder kwam dan een derde plaats met 49,76. Enkele weken later nam zij deel aan de Europese kampioenschappen U20 in Grosseto, waar zij zich met een worp van 50,91 zeer verdienstelijk voor de finale wist te kwalificeren. Hierin kon ze dit niveau niet vasthouden en eindigde zij met 48,08 als achtste.

### Senioren
Het jaar 2018 ging Oosterwegel goed van start door reeds in februari haar eerste nationale indoortitel op de vijfkamp te veroveren, gevolgd door een vijfde plaats op de 60 m horden tijdens de NK indoor. Later, tijdens het outdoorseizoen, viel zij op de  NK bij het speerwerpen met een vierde plaats voor het eerst sinds 2015 buiten de prijzen,  ondanks een worp voorbij de 51 meter. Meerkampster Nadine Broersen won sinds 2013 weer eens, met een beste worp van 54,34.
In 2019 prolongeerde Oosterwegel haar indoortitel op de vijfkamp. Ditmaal was zij met haar 4194 punten veel te sterk voor de voltallige concurrentie; het verschil tussen haar en de als tweede finishende Manon Schoop bedroeg bijna 200 punten. Aan het begin van het buitenseizoen nam zij vervolgens deel aan de Hypomeeting in Götzis, waar de Overijsselse atlete op de zevenkamp met een PR-totaal van 6249 punten en een negende plaats bijzonder goed voor de dag kwam. Vooral haar speerworp van 54,36 sprong eruit. Hierdoor was zij later, bij de NK in Den Haag, juist op dit onderdeel weer een van de favorieten voor de nationale titel. Het werd met een verste worp van 52,46 echter zilver; het goud werd opgeëist door meerkampster Anouk Vetter, die met 55,20 voor het eerst nationaal kampioene werd op dit onderdeel. Op de EK U23 in Gävle bereikte zij vervolgens op de zevenkamp de vierde plaats; met haar 6072 punten kwam Oosterwegel 21 punten te kort voor het brons, dat naar de Belgische Hanne Maudens ging, die 6093 punten bijeen sprokkelde.
Op 5 augustus 2021 veroverde Oosterwegel de bronzen medaille op de Olympische Spelen in Tokio met een persoonlijk record van 6590 punten.

### Club en studie
Oosterwegel is lid van AV Daventria 1906 uit Deventer. Zij studeert Bodem, Water, Atmosfeer aan de Universiteit van Wageningen.

## Nederlandse kampioenschappen
Outdoor
| Onderdeel   | Jaar |
| ----------- | ---- |
| speerwerpen | 2016 |

Indoor
| Onderdeel | Jaar             |
| --------- | ---------------- |
| vijfkamp  | 2018, 2019, 2020 |

## Persoonlijke records
Outdoor
| Onderdeel    | Prestatie | Wind (m/s) | Datum             | Plaats   |
| ------------ | --------- | ---------- | ----------------- | -------- |
| 200 m        | 24,25 s   | +0,3       | 4 augustus 2021   | Tokio    |
| 400 m        | 58,91 s   |            | 25 mei 2014       | Drachten |
| 800 m        | 2.08,67   |            | 9 augustus 2024   | Parijs   |
| 100 m horden | 13,36 s   | +0,2       | 4 augustus 2021   | Tokio    |
| hoogspringen | 1,80 m    |            | 4 augustus 2021   | Tokio    |
| verspringen  | 6,40 m    | +0,9       | 12 juni 2021      | Leiden   |
| kogelstoten  | 14,54 m   |            | 8 augustus 2024   | Parijs   |
| speerwerpen  | 56,66 m   |            | 24 september 2023 | Talence  |
| zevenkamp    | 6590 p    |            | 5 augustus 2021   | Tokio    |

Indoor
| Onderdeel    | Prestatie | Datum            | Plaats    |
| ------------ | --------- | ---------------- | --------- |
| 60 m         | 8,21 s    | 1 februari 2015  | Amsterdam |
| 200 m        | 26,64 s   | 1 maart 2015     | Apeldoorn |
| 800 m        | 2.14,24   | 9 maart 2025     | Apeldoorn |
| 60 m horden  | 8,27 s    | 9 maart 2025     | Apeldoorn |
| hoogspringen | 1,80 m    | 9 februari 2020  | Apeldoorn |
| verspringen  | 6,17 m    | 18 februari 2024 | Apeldoorn |
| kogelstoten  | 14,46 m   | 22 februari 2025 | Apeldoorn |
| vijfkamp     | 4400 p    | 9 maart 2025     | Apeldoorn |

### Opbouw pr meerkamp en potentie op basis van persoonlijk records
In de tabel staat de uitsplitsing van het persoonlijk record op de zevenkamp. In de kolommen ernaast staat ook het potentieel record, met alle persoonlijke records op de losse onderdelen en de bijbehorende punten.
|              | Uitsplitsing pr | Uitsplitsing pr | Uitsplitsing pr |              | Potentieel record | Potentieel record |
| Onderdeel    | Prestatie       | Wind (m/s)      | Punten          | Pers. record | Punten            |                   |
| ------------ | --------------- | --------------- | --------------- | ------------ | ----------------- | ----------------- |
| 100 m horden | 13,36           | +0,2            | 1071            | 13,36        | 1071              |                   |
| hoogspringen | 1,80            |                 | 978             | 1,80         | 978               |                   |
| kogelstoten  | 13,28           |                 | 746             | 14,54        | 830               |                   |
| 200 m        | 24,25           | +0,3            | 957             | 24,25        | 957               |                   |
| verspringen  | 6,29            | -0,5            | 940             | 6,40         | 975               |                   |
| speerwerpen  | 54,60           |                 | 949             | 56,66        | 990               |                   |
| 800 m        | 2.11,09         |                 | 949             | 2.08,67      | 984               |                   |
| Puntentotaal |                 |                 | 6590            |              | 6785              |                   |

## Palmares

### 60 m horden
- 2018: 5e NK indoor – 8,72 s
- 2019: 8e NK indoor – 8,71 s
- 2023:  NK indoor – 8,44 s

### 100 m horden
- 2018: 5e NK – 14,41 m
- 2019:  Ter Specke Bokaal – 13,64 s (+3,0 m/s)
- 2024: 4e NK - 13,64 s (+2,0 m/s)

### verspringen
- 2018: 4e NK indoor – 5,88 m
- 2019: 5e NK indoor – 5,98 m
- 2019: 5e NK – 6,13 m
- 2023: 4e NK indoor – 6,00 m
- 2024: 6e NK – 5,88 m (+1,4 m/s)
- 2025:  NK indoor – 6,12 m

### kogelstoten
- 2025:  NK indoor - 14,46 m

### speerwerpen
- 2015:  NK – 49,17 m
- 2016:  Gouden Spike – 49,21 m
- 2016:  NK – 52,45 m
- 2016: 18e in kwal. WK U20 te Bydgoszcz – 49,73 m
- 2017:  Gouden Spike – 50,68 m
- 2017:  NK – 49,76 m
- 2017: 8e EK U20 te Grosseto – 48,08 m (in kwal. 50,91 m)
- 2018: 4e NK – 51,07 m
- 2019:  NK – 52,46 m
- 2025: 4e NK – 51,82 m

### vijfkamp
- 2018:  NK indoor – 4064 p
- 2019:  NK indoor – 4149 p
- 2020:  NK indoor – 4306 p
- 2025: 8e EK indoor - 4400 p

### zevenkamp
- 2016: 13e WK U20 – 5461 p
- 2019: 9e Hypomeeting – 6249 p
- 2019: 4e EK U23 te Gävle – 6072 p
- 2019: 7e WK – 6250 p
- 2021: 7e Hypomeeting – 6308 p
- 2021:  OS – 6590 p
- 2022: 5e Hypomeeting – 6265 p
- 2022: 7e WK - 6440 p
- 2022: DNF EK
- 2022:  Décastar - 6233 p
- 2023:  Stadtwerke Ratingen Mehrkampf-Meeting - 6209 p
- 2023: 5e WK - 6464 p
- 2023:  Décastar - 6495 p
- 2023:  World Athletics Combined Events Tour
- 2024: 4e Hypomeeting - 6337 p
- 2024: 7e OS – 6386 p